# Аскеладден

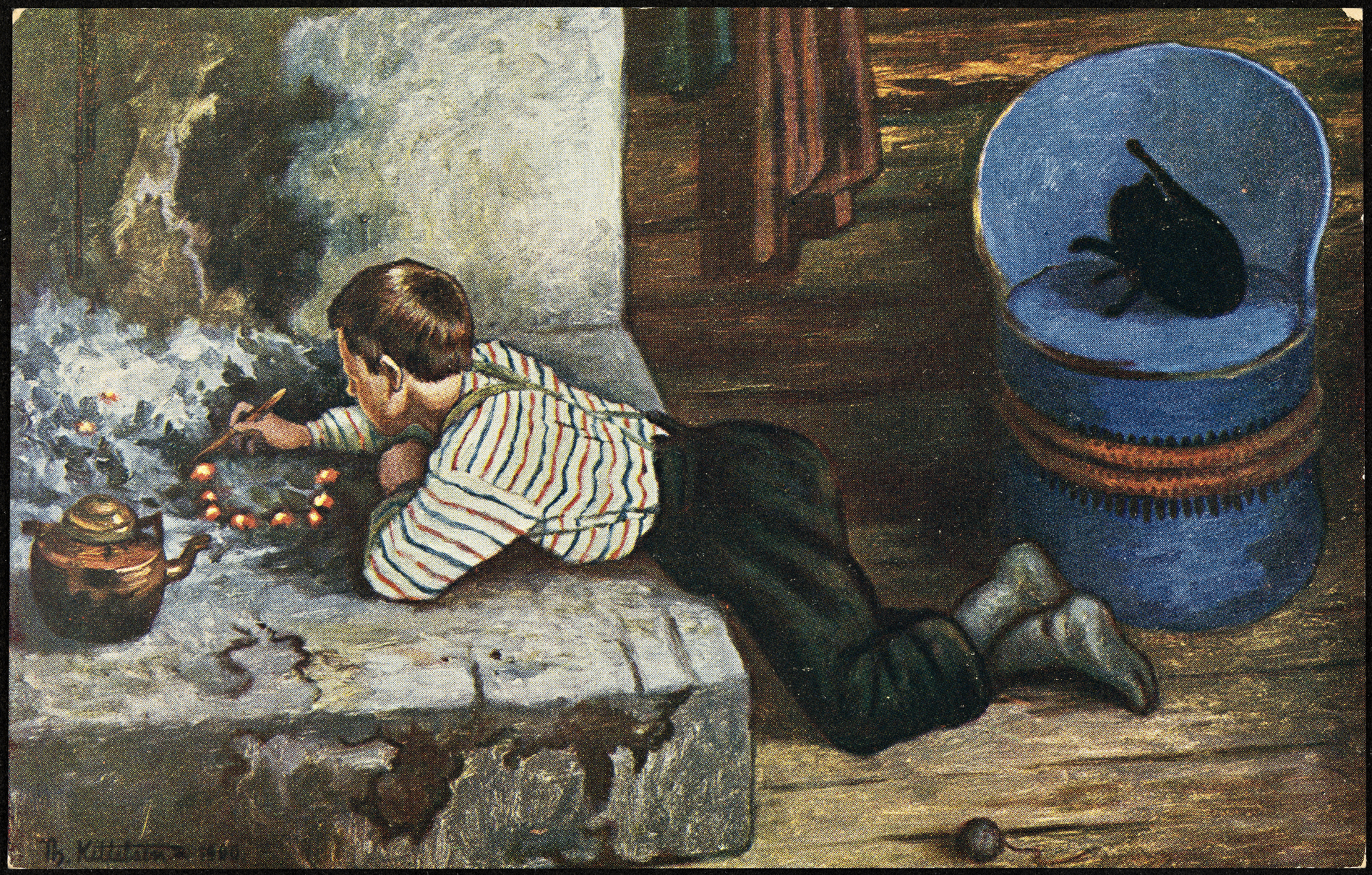
Аскеладден нарисованный Теодором Киттельсеном (1900). Оригинальная картина принадлежит Национальному музею, Осло

Аскеладден (норв. Askeladd «мальчик из пепла» от Ask «пепел») — главный герой ряда сказок, собранных в «Норвежских народных сказках» Асбьёрнсена и Му.
Поначалу персонаж считается неспособным и неудачливым, но в конечном итоге он проявляет себя, совершая некий выдающийся поступок и добиваясь успеха там, где все остальные потерпели неудачу.

## Описание
Аскеладден  —  описывается как коротышка, в семье самый младший, маленький и слабый, но умный, смелый и терпеливый, и несмотря ни на что, в конечном итоге добивающийся успеха. Героя ждут большие награды, часто рука принцессы и половина королевства.